# Championnats du monde de descente de canoë-kayak 2019
Navigation
Édition précédente Édition suivante
Les championnats du monde de descente de canoë-kayak 2019, trente-sixième édition des championnats du monde de descente en canoë-kayak, ont lieu du 24 septembre au 29 septembre 2019 à La Seu d'Urgell, en Espagne.

## Résultats

### Sprint

#### K1

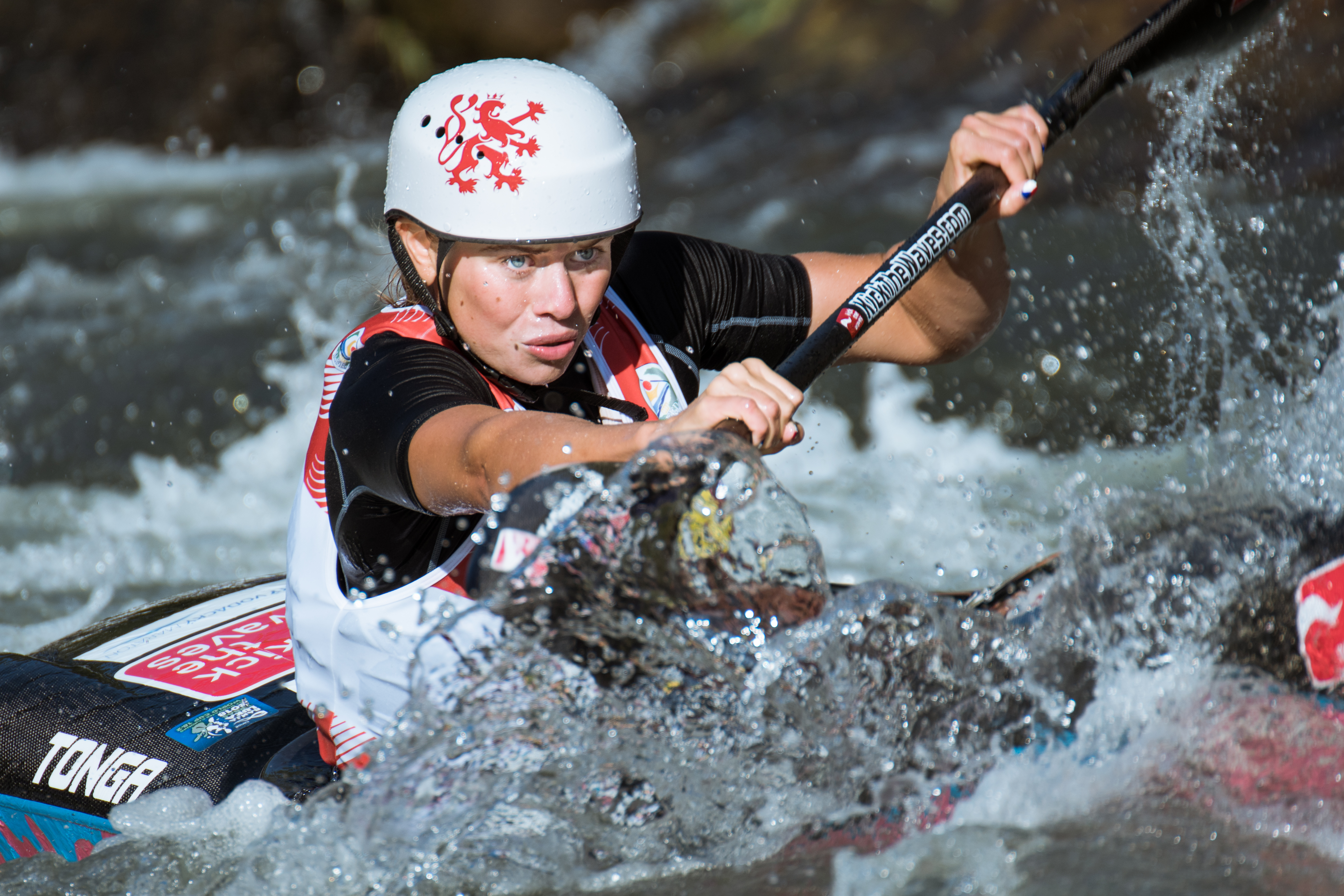
Anežka Paloudova en action aux championnats du monde de descente canoë-kayak 2019.

| Épreuves          | Or                                                         | Argent                                                | Bronze                                                     |
| ----------------- | ---------------------------------------------------------- | ----------------------------------------------------- | ---------------------------------------------------------- |
| Individuel femmes | Phénicia Dupras France                                     | Anezka Paloudova Tchéquie                             | Barbora Dimodova Tchéquie                                  |
| Individuel hommes | Nejc Znidarcic Slovénie                                    | Félix Bouvet France                                   | Hugues Moret France                                        |
| Par équipe femmes | Anezka Paloudova Martina Satkova Barbora Dimovova Tchéquie | Lise Vinet Phénicia Dupras Mathilde Valdenaire France | Meghan Jaedicke Sabine Fuesser Jil-Sophie Eckert Allemagne |
| Par équipe hommes | Nejc Znidarcic Anze Urankar Simon Oven Slovénie            | Félix Bouvet Hugues Moret Maxence Barouh France       | Adam Satke Filip Hric Vojtech Zapletal Tchéquie            |

#### C1
| Épreuves          | Or                                                | Argent                                                  | Bronze                                             |
| ----------------- | ------------------------------------------------- | ------------------------------------------------------- | -------------------------------------------------- |
| Individuel femmes | Martina Satkova Tchéquie                          | Cecilia Panato Italie                                   | Elsa Gaubert France                                |
| Individuel hommes | Louis Lapointe France                             | Ondrej Rolenc Tchéquie                                  | Vladimir Slanina Tchéquie                          |
| Par équipe femmes | Elsa Gaubert Hélène Raguénès Margot Béziat France | Martina Satkova Marie Nemcova Anezka Paloudova Tchéquie | Maren Lutz Sabrina Barm Lea Sophie Barth Allemagne |
| Par équipe hommes | Louis Lapointe Tony Debray Quentin Dazeur France  | Vladimir Slanina Ondrej Rolenc Marek Rygel Tchéquie     | Igor Gojic Luka Obadic Ivan Tolic Croatie          |

#### C2
| Épreuves          | Or | Argent                                                                                                  | Bronze |
| ----------------- | --- | --- | --- |
| Femmes            | Elsa Gaubert Margot Béziat France                                                                           | Marlene Ricciardi Cecilia Panato Italie                                                                 | Maren Lutz Sabrina Barm Allemagne                                                                             |
| Hommes            | Louis Lapointe Tony Debray France                                                                           | Marek Rygel Petr Vesely Tchéquie                                                                        | Stéphane Santamaria Quentin Dazeur France                                                                     |
| Par équipe hommes | Louis Lapointe et Tony Debray Stéphane Santamaria et Quentin Dazeur Ancelin Gourjault et Lucas Pazat France | Finn Hartstein et Janosch Suelzer Norman Weber et Rene Bruecker Ole Schwarz et Yannick Lemmen Allemagne | Marek Rygel et Petr Vesely Daniel Suchanek et Ondrej Rolenc Vladimir Slanina et Vladimir Sen Slanina Tchéquie |

## Tableau des médailles
| Rang  | Nation    | Or | Argent | Bronze | Total |
| ----- | --------- | -- | ------ | ------ | ----- |
| 1     | France    | 7  | 3      | 3      | 13    |
| 2     | Tchéquie  | 2  | 5      | 4      | 11    |
| 3     | Slovénie  | 2  | 0      | 0      | 2     |
| 4     | Italie    | 0  | 2      | 0      | 2     |
| 5     | Allemagne | 0  | 1      | 3      | 4     |
| 6     | Croatie   | 0  | 0      | 1      | 1     |
| Total | Total     | 11 | 11     | 11     | 33    |